# Giove (Italia)
Giove è un comune italiano di 1 839 abitanti della provincia di Terni in Umbria. Si trova geograficamente nella Valle del Tevere.

## Geografia fisica
- Classificazione climatica: zona D, 1896 GR/G

## Monumenti e luoghi d'interesse
Il suo monumento più significativo, risalente al 1191 ma rimaneggiato nel Seicento, è l'imponente castello.
Tra gli edifici religiosi:
- La chiesa di Santa Maria Assunta fatta costruire dai Mattei nel Settecento.
- La chiesa della Madonna del Perugino.
- La chiesa, ad oggi monumento ai caduti, dedicata San Rocco, al cui interno sono presenti degli affreschi risalenti al Cinquecento.

## Società

### Evoluzione demografica
Abitanti censiti

### Lingue e dialetti
Il dialetto giovese è praticamente quasi identico a quello ternano, ma leggermente influenzato dal viterbese nell'accento, in quanto confina con il comune di Orte, in provincia di Viterbo.

## Amministrazione
| Periodo           | Periodo           | Primo cittadino     | Partito                         | Carica  | Note              |
| ----------------- | ----------------- | ------------------- | ------------------------------- | ------- | ----------------- |
| 9 giugno 1996     | 16 aprile 2000    | Alvaro Parca        | Lista Civica di Centro-sinistra | Sindaco | [ 5 ]             |
| 17 aprile 2000    | 3 aprile 2005     | Giuseppe Pennacchia | Lista Civica                    | Sindaco | [ 6 ]             |
| 4 aprile 2005     | 19 settembre 2020 | Alvaro Parca        | Lista Civica Insieme per Giove  | Sindaco | [ 7 ] [ 8 ] [ 9 ] |
| 20 settembre 2020 | in carica         | Marco Morresi       | Lista Civica Giove Bene comune  | Sindaco | [ 10 ]            |